# The Coward
The Coward er en amerikansk stumfilm fra 1915 af Thomas H. Ince og Reginald Barker.

## Medvirkende
- Frank Keenan som Jefferson Beverly Winslow.
- Charles Ray som Frank Winslow.
- Gertrude Claire som Mrs. Elizabeth Winslow.
- Patricia Palmer som Amy.
- Nick Cogley.